# 普朗德屈克
普朗德屈克（法語：Plan-de-Cuques，法語發音：[plɑ̃ də kyk]）是法国罗讷河口省的一个市镇，位于该省南部，属于马赛区和艾克斯-马赛普罗旺斯都会区，其市镇面积为8.52平方公里，2022年1月1日时人口数量为11,504人。
普朗德屈克是艾克斯-马赛普罗旺斯都会区的组成部分，与马赛市镇范围接壤，距离马赛老港约11公里，是马赛东北部重要的卫星城。

## 行政
普朗德屈克的邮政编码为13380，INSEE市镇编码为13075。

## 地理

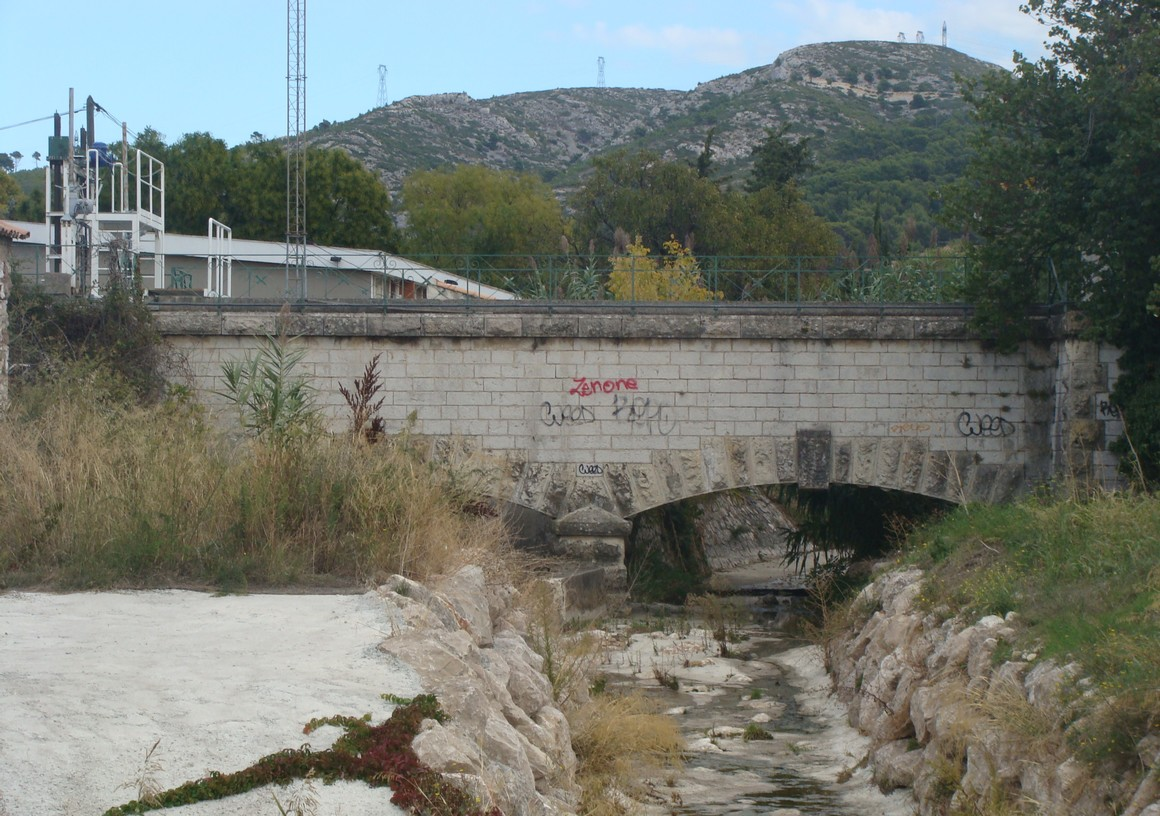
流经普朗德屈克的运河

普朗德屈克（43°20'49"N, 5°27'47"E）位于法国东南部，普罗旺斯-阿尔卑斯-蓝色海岸大区西南部和罗讷河口省东南部。
与普朗德屈克接壤的市镇包括：阿洛、米梅、锡米亚讷科隆格、马赛。
连接迪朗斯河和马赛市区的人工运河经过普朗德屈克。境内以平原和浅丘为主，镇中心地势平坦。
按照柯本气候分类法，普朗德屈克属于地中海气候。

## 历史
普朗德屈克历史上长期为一普通村落，法国大革命后为阿洛的一个村庄，20世纪后随着马赛的城市扩张而成为居民区，1937年成为市镇。

## 交通
罗讷河口省省道D908线经过普朗德屈克境内。有巴士可前往马赛市区。

## 政治
现任普朗德屈克市长为洛朗·西蒙先生（Laurent Simon），他是共和党的一名成员。

## 人口
| 年份   | 1946  | 1954  | 1962  | 1968  | 1975  | 1982  | 1990  | 1999   | 2006   | 2011   | 2016   | 2017   |
| ------ | ----- | ----- | ----- | ----- | ----- | ----- | ----- | ------ | ------ | ------ | ------ | ------ |
| 人口數 | 4,536 | 4,713 | 4,949 | 5,183 | 5,892 | 8,119 | 9,847 | 10,472 | 10,536 | 10,974 | 10,363 | 10,934 |

## 社会
普朗德屈克体育联盟（CA Plan de Cuques）是当地的一支足球队，2020至2021赛季参加地中海足球联赛。

## 人物
法国歌手蒂埃里·阿米埃尔出生于普朗德屈克。